# ریس ۱۵۷۷
سیارک ۱۵۷۷ (به انگلیسی: 1577 Reiss، نامگذاری:1949BA) هزار و پانصد و هفتاد و هفتمین سیارک کشف شده‌است که در ۱۹ ژانویه ۱۹۴۹ و در الجزیره کشف شد.
قدر مطلق سیارک برابر ۱۳٫۱۰ است.